# Bill Brind
Pour les articles homonymes, voir Brind.
Bill Brind, né en 1933 à Londres et mort en décembre 2023, est un producteur, monteur et réalisateur canadien.

## Filmographie

### comme producteur
- 1967 : The Transportation of Ore Concentrate
- 1968 : They're Putting Us Off the Map
- 1968 : Oskee Wee Wee
- 1968 : Nuclear Defence at Sea
- 1969 : A Matter of Survival
- 1969 : Aqua Rondo
- 1970 : Today and Every Day
- 1970 : This Was the Time
- 1970 : A Special Place
- 1970 : Planning Prosperity Together
- 1970 : Agriculture Canada
- 1971 : The Unplanned
- 1971 : The Sea
- 1971 : How Things Have Changed
- 1972 : Telecommunications: Behind the Scenes
- 1973 : Offshore
- 1973 : Cry of the Wild
- 1974 : Wolf Pack
- 1974 : In Search of the Bowhead Whale
- 1974 : Another Side of the Forest
- 1975 : Jack Rabbit
- 1976 : The Whales Are Waiting
- 1976 : The Mad Canadian
- 1977 : Path of the Paddle: Solo Whitewater
- 1977 : Path of the Paddle: Solo Basic
- 1977 : Path of the Paddle: Doubles Whitewater
- 1977 : Path of the Paddle: Doubles Basic
- 1977 : Little Big Top
- 1977 : High Grass Circus
- 1978 : Song of the Paddle
- 1978 : Sámi Herders
- 1978 : The Sámi, Four Lands, One People
- 1981 : The Devil at Your Heels
- 1982 : Learning Ringette
- 1983 : A Single Regret
- 1983 : The Road to Total War
- 1983 : The Profession of Arms
- 1983 : Notes on Nuclear War
- 1983 : Keeping the Old Game Alive
- 1983 : Goodbye War
- 1983 : The Deadly Game of Nations
- 1983 : L'Aviron qui nous mène, Volume 1
- 1983 : Anybody's Son Will Do
- 1984 : The Scholar in Society: Northrop Frye in Conversation
- 1985 : The World Turned Upside Down
- 1986 : A Tall Man Executes a Jig by Irving Layton
- 1986 : The Lonely Passion of Brian Moore
- 1986 : L'Aviron qui nous mène, Volume 2
- 1987 : First Journey, Fort William
- 1988 : Rendezvous Canada, 1606
- 1988 : The Myths of Mental Illness
- 1989 : Notman's World
- 1992 : Breaking a Leg
- 1993 : The Rise and Fall of English Montreal (en)
- 1996 : Path of the Paddle: White Water
- 1996 : Path of the Paddle: Quiet Water

### comme monteur
- 1975 : Jack Rabbit
- 1966 : Better Housing for the Prairies
- 1967 : Impressions of Expo 67
- 1967 : The Things I Cannot Change
- 1967 : In One Day
- 1972 : Telecommunications: Behind the Scenes
- 1974 : Another Side of the Forest

### comme réalisateur
- 1967 : Impressions of Expo 67